# Jean-Maurice Goossens
Louis Jean Mathieu (Jean-Maurice) Goossens (Seraing, 16 januari 1892 - Antwerpen, 6 juli 1965) was een Belgisch ijshockeyer.

## Levensloop
Goossens was van 1911 tot 1923 op clubniveau actief bij Club des Patineurs de Bruxelles (CPB).
Op het Europees kampioenschap van 1913 in het Duitse München won hij met de nationale ploeg goud. Daarnaast maakte hij deel uit van de Belgische ploeg op de Olympische Spelen van 1920 te Antwerpen.